# Chimezie Metu
Chimezie Chukwudum Metu (ur. 22 marca 1997 w Los Angeles) – amerykański koszykarz, występujący na pozycji silnego skrzydłowego, posiadający także nigeryjskie obywatelstwo, od 2023 zawodnik Phoenix Suns.
W 2014 zajął ósme miejsce podczas turnieju Nike Global Challenge, gdzie został zaliczony do I składu imprezy. Rok później został wybrany najlepszym zawodnikiem szkół średnich stanu Kalifornia (John R. Wooden California High School POY). W 2016 wziął udział w Adidas Nations Counselors.
20 listopada 2020 został zwolniony przez San Antonio Spurs. 27 listopada został zawodnikiem Sacramento Kings. 21 grudnia opuścił zespół. Trzy dni później zawarł z klubem kolejną umowę na występy zarówno w NBA, jak i G-League. 27 kwietnia związał się z Kings do końca sezonu. 4 lipca 2023 dołączył do Phoenix Suns.

## Osiągnięcia
Stan na 28 września 2023, na podstawie, o ile nie zaznaczono inaczej.
NCAA
- Uczestnik rozgrywek:
  - II rundy turnieju NCAA (2017)
  - turnieju NCAA (2016, 2017)
- Największy postęp konferencji Pac-12 (2017)
- Wybrany do:
  - I składu Pac-12 (2018)
  - II składu Pac-12 (2017)
  - Pac-12 All-Academinc honorable mention (2017)

Reprezentacja
- Uczestnik igrzysk olimpijskich (2020 – 10. miejsce)
- Lider igrzysk olimpijskich w skuteczności rzutów za 3 punkty (2020 – 63,6%)[9]